# ۱۲۴۵ (خورشیدی)
۱۲۴۵ هزار و دویست و چهل و پنجمین سال هجری خورشیدی است.

## زادگان
- سید علی قاضی
- ابوالقاسم ناصرالملک : از رجال سیاسی ایران در دوره قاجاریه .